# Sarodrano
Sarodrano es un pueblo tradicional situado en el suroeste de Madagascar, en la provincia de Atsimo-Andrefana distrito Toliara II, al sur de Tulear, no lejos de la desembocadura del Onilahy donde se encuentra San Agustín. El pueblo, mayoritariamente Vezo, vive de la pesca.

## Geografía
Rodeada por un arrecife, la flecha litoral de Sarodrano recorre unos 3,3 km de largo. Se basa en el antiguo acantilado que forma la parte inferior del escarpe de la gran meseta Belamotra. Está cubierto por dunas de vegetación escasa. Se cree que se formaron tardíamente, hace menos de 2 milenios (Battistini, 1995).
El manglar de Sarodrano, que ocupa unos centenares de hectáreas), se encuentra en el interior de la flecha que forma una pequeña bahía abierta hacia el norte. Junto al acantilado, hay un resurgimiento de agua dulce. El manglar alcanza allí una anchura de unos 150 metros entre la cueva Bina y la Fuente Grande. La zonificación florística está escalonada: en la marisma baja tenemos la Sonneratia alba, la Rhizophora mucronata y la Gymnorhiza Bruguiera; luego viene la Tagalog Ceriops; y finalmente la Avicennia marina en las rocas de la base del acantilado. En el borde de la lengua de arena, podemos apreciar la notable homogeneidad del manglar: predomina la Avicennia pero va dejando espacio al Ceriops, en el sotobosque. 

## Historia
La flecha litoral es uno de los más antiguos sitios conocidos de ocupación humana en Madagascar.
Sarodrano dependía totalmente de Tulear, a unos 15 km por mar. En los años 60 se construyeron casas al pie de los acantilados de piedra caliza de Barn Hill, rodeadas de la planta Didiereaceae, pero poco a poco fueron arrastradas al mar.

## Actividades
El pueblo de Sarodrano está completamente volcado hacia la actividad de la pesca. Desde principios de los 90 el turismo comenzó a llegar a  este espléndido sitio.